# Dům čp. 383 (Štramberk)
Dům čp. 383 stojí mezi ulicemi Dolní Bašta a Dolní ve Štramberku v okrese Nový Jičín. Roubený dům byl postaven na přelomu 18. a 19. století. Byl zapsán do Ústředního seznamu kulturních památek ČR před rokem 1988 a je součástí městské památkové rezervace.

## Historie
Podle urbáře z roku 1558 bylo na náměstí postaveno původně 22 domů s dřevěným podloubím, kterým bylo přiznáno šenkovní právo, a sedm usedlých na předměstí. Uprostřed náměstí stál pivovar. V roce 1614 je uváděno 28 hospodářů, fara, kostel, škola a za hradbami 19 domů. Za panování jezuitů bylo v roce 1656 uváděno 53 domů. První zděný dům čp. 10 byl postaven na náměstí v roce 1799. V roce 1855 postihl Štramberk požár, při němž shořelo na 40 domů a dvě stodoly. V třicátých letech 19. století stálo nedaleko náměstí ještě dvanáct dřevěných domů.
Původní roubený dům čp. 383 byl postaven na přelomu 18. a 19. století. V průběhu let byl několikrát opravován. Objekt je příkladem původní předměstské zástavby ve Štramberku.

## Stavební podoba
Dům je přízemní roubená a částečně zděná stavba na obdélném půdorysu, je orientovaná štítovou stranou do ulice Dolní (do údolí). Dispozice je trojdílná se síní, jizbě a komoře. Stavba je roubená z tesaných kmenů. Je postavena na kamenné omítané podezdívce, která vyrovnává vysokou svahovou nerovnost. V podezdívce je valeně klenutý sklepní prostor, který sloužil jako chlév, přístupný z ulice Dolní. Zadní část domu je zděná s hlavním vchodem. Boční pavlač se nedochovala. Štítové průčelí je dvouosé s kaslíkovými okny v prostých rámech. Štíty jsou trojúhelníkové svisle bedněné s podlomenicí v patě štítu. Střecha je sedlová s polovalbou krytá šindelem, na obou stranách jsou vikýře.